# Christmas in the City
Christmas in the City es el tercer álbum de estudio, y primer álbum navideño de la cantante y actriz estadounidense Lea Michele. Se lanzó a través de Sony Music Entertainment el 25 de octubre de 2019.
El álbum fue producido por Peer Astrom y Adam Anders. Christmas in the City presenta una canción original, «Christmas in New York», y cuenta con tres colaboraciones: junto a Jonathan Groff en el tema «I'll Be Home for Christmas», con Darren Criss en «White Christmas» y con Cynthia Erivo en «It's the Most Wonderful Time of the Year».
«It's the Most Wonderful Time of the Year» se estrenó como el primer sencillo el 20 de septiembre de 2019.

## Antecedentes y lanzamiento
Michele comentó sobre el álbum que "siempre fue su sueño grabar un disco navideño [...] Cada canción que elegía para el disco [...] son sus canciones navideñas favoritas, llamando a la temporada "una época tan hermosa del año".. Michele llamó a la canción original «Christmas in New York», "el verdadero himno del álbum", explicando que la pista "trata realmente de lo que significa estar con tu familia y amigos, comprometidos con el espíritu navideño". Se lanzó el 25 de octubre de 2019 a través de Sony Music Entertainment.

## Sencillos
«It's the Most Wonderful Time of the Year» se lanzó como el primer sencillo del álbum el 19 de septiembre de 2019. «Christmas in New York» fue lanzado como el segundo sencillo del album. El video musical de la canción se estrenó el 19 de noviembre de 2019.

## Crítica
Stephen Thomas Erlewine de Allmusic comento acerca del álbum: La ciudad en cuestión en Christmas in the City es naturalmente la ciudad de Nueva York, el escenario de tantas escenas navideñas. Lea Michele intenta capturar algo de ese espíritu en su primer álbum de Navidad, llegando incluso a traer a las estrellas de Broadway Jonathan Groff y Cynthia Erivo para hacer dúos, pero el invitado que realmente explica el sonido y el sentimiento del álbum es Darren Criss, su compañero de Glee. No es el único exalumno de Glee aquí. Los productores Adam Anders y Peer Astrom dirigen la Navidad en la ciudad, asegurándose de que se sienta retro y a la vez fresco; un truco que hicieron una y otra vez en el programa de televisión. Dado que Christmas in the City está diseñada para ser un retroceso a los tropos navideños de mediados del siglo XX, tiende a parecer un poco más exigente que lo que se muestra en la televisión, pero la tradición es donde Michele prospera. Ella toma las canciones y los arreglos con gusto, cantando como un actor que finalmente consiguió un papel muy apreciado, y su entusiasmo le da vida a Christmas in the City.

## Lista de canciones
| Christmas in the City |                                                    |                                                      |          |  |
| N.º                   | Título                                             | Escritor(es)                                         | Duración |  |
| 1.                    | «It's the Most Wonderful Time of the Year»         | Edward Pola y George Wyle                            | 2:32     |  |
| 2.                    | «Have Yourself a Merry Little Christmas»           | Hugh Martin y Ralph Blane                            | 2:45     |  |
| 3.                    | «Christmas in New York»                            | Adam Anders, Lea Michele, Nikki Anders y Peer Astrom | 3:15     |  |
| 4.                    | «I'll Be Home for Christmas» (con Jonathan Groff)  | Buck Ram y Walter Kent                               | 3:13     |  |
| 5.                    | «Do You Want to Build a Snowman?»                  | Kristen Anderson-Lopez y Robert Lopez                | 3:03     |  |
| 6.                    | «Rockin' Around the Christmas Tree»                | Johnny Marks                                         | 2:57     |  |
| 7.                    | «Silent Night»                                     | Franz Xaver Gruber                                   | 3:13     |  |
| 8.                    | «White Christmas» (con Darren Criss)               | Irving Berlin                                        | 3:14     |  |
| 9.                    | «Silver Bells»                                     | Jay Livingston y Ray Evans                           | 2:32     |  |
| 10.                   | «Angels We Have Heard on High» (con Cynthia Erivo) | Traditional                                          | 3:29     |  |
| 11.                   | «O Holy Night»                                     | Adolphe Adam                                         | 5:03     |  |
| 35:16                 |                                                    |                                                      |          |  |

| Japón (Bonus Track) |                   |               |          |  |
| N.º                 | Título            | Escritor(es)  | Duración |  |
| 12.                 | «White Christmas» | Irving Berlin |          |  |

## Posicionamiento en listas
| Listas (2019)                                 | Mejor posición |
| --------------------------------------------- | -------------- |
| Australia (ARIA Digital Album Chart)          | 25             |
| Bélgica Albums (Ultratop Flanders)            | 75             |
| Bélgica Albums (Ultratop Wallonia)            | 140            |
| Estados Unidos Top Holiday Albums (Billboard) | 3              |